# SN 2009nz
SN 2009nz – supernowa nieznanego typu odkryta 27 listopada 2009 roku w galaktyce A022619-1857. Jej jasność pozostaje nieznana.